# Trådkrokmossa
Trådkrokmossa (Warnstorfia pseudostraminea) är en bladmossart som beskrevs av Tuomikoski och T. Koponen 1979. Trådkrokmossa ingår i släktet fattigkrokmossor, och familjen Amblystegiaceae. Arten är reproducerande i Sverige. Inga underarter finns listade i Catalogue of Life.